# 長尖牙青蛙
長尖牙青蛙（學名：Limnonectes larvaepartus）是一種生活在印尼蘇拉威西島的青蛙，屬叉舌蛙科大頭蛙屬。是少數體內授精，更是目前已知唯一直接產下蝌蚪的的蛙類。
這種蛙生活在雨林小溪或水洼旁，以逃避其他牙蛙、蛇和鳥類的攻擊。其外表呈灰或棕色，長40公厘，重5克。雄性下顎有牙狀突出作打鬥用。
柏克萊加州大學和印尼萬隆理工學院]的學者在1998年第一次遇到這種蛙，但直到2014年才能作出描述。這也是該屬第四種被描述的品種。
Inger & Voris (2001)曾經把此品種命名為Limnonectes larviparus。